# Salomon Gluck
Pour les articles homonymes, voir Gluck (homonymie).
Salomon (Abraham Salomon) Gluck (5 novembre 1914, Zurich - vers le 20 mai 1944 en Lituanie ou Estonie) est un médecin français et un membre de la Résistance disparu - assassiné - en déportation. Il a été déporté de France vers les pays baltes dans le convoi n° 73 du 15 mai 1944.

## Biographie

### Origine et enfance
Salomon Gluck est le fils de Pinhas Gluck (1886-1964) et de Henia Shipper (1887-1968), nés respectivement à Tarnów et à Przemysl, en Galicie et mariés à Tarnów le 4 juillet 1910.
Son père est un descendant direct de maîtres hassidiques, de la famille Friedman, remontant au Magid Dov Baer de Mezeritch (1704-1772), le disciple et successeur du Baal Shem Tov, le fondateur du hassidisme.
Il a trois sœurs, Antoinette Feuerwerker (1912-2003), née en Belgique, Hedwige (Hendel) Naftalis (1913-1984) et Rose Warfman (née en 1916), nées à Zurich. Ses parents originaires de Tarnów et de Przemyśl, Galicie, Autriche-Hongrie habitent en Belgique avant de s'établir en Suisse, durant la Première Guerre mondiale. La famille vit ensuite en Allemagne, et vient en France en 1921, habiter à Strasbourg, où ils s'installent en 1921 et deviennent citoyens français, le 2 juillet 1928.
Il compte parmi ses amis Samy Klein, le futur rabbin fusillé par les nazis.
Après être passé par le lycée Fustel-de-Coulanges de Strasbourg et le lycée Kléber, il étudie à la faculté de médecine de Strasbourg. Il publie sa thèse de médecine en 1939.
Il est externe des hôpitaux, aide d'anatomie à la Faculté de Médecine de Strasbourg.

### Résistance et déportation
Interne à Londres lorsque la guerre éclate, Salomon Gluck revient en France et rejoint l'armée française le 16 septembre 1939, avec le 146e régiment d'infanterie de forteresse qui est envoyé sur la Ligne Maginot. Dans la débâcle de 1940, le sous-lieutenant Gluck est fait prisonnier et envoyé à l'Oflag XII-B,, dans la citadelle de Mayence, en Allemagne. Libéré en 1941, il reçoit la croix de guerre 1939-1945. Parmi ses camarades de captivité se trouve Fernand Braudel.
En raison des lois antisémite de Vichy, il ne peut exercer en tant que médecin. Néanmoins, il pratique sa profession dans la Maison d'Enfants de Broût-Vernet à Broût-Vernet (Allier),,,, prenant en charge la santé de jeunes orphelins. Cette maison d'enfants faisait partie du réseau créé par l'OSE (Œuvre de secours aux enfants),,,. Il y travaille avec le Grand-rabbin Schneour Zalman Schneersohn et son ami l'éducateur Robert Weil (1912-1992).
Informé de son arrestation imminente, il joint sa sœur Antoinette Feuerwerker, et son beau-frère, le rabbin David Feuerwerker, à Brive-la-Gaillarde, Corrèze. Ils œuvrent ensemble aux côtés de Edmond Michelet, dans le Mouvement de Résistance Combat.
Dans le bureau du 1er étage de la synagogue de Brive, au 30 avenue Pasteur, Brive 19100, que sa sœur Rose utilise comme représentante de l'UGIF, il donne des consultations médicales gratuites aux nombreux réfugiés.
Il va à Lyon, au printemps 1944, où il rejoint la Résistance lyonnaise.
Peu après, il est arrêté par la Milice française quand, en tentant de protéger son père brutalisé par ces agents, il se déclare ouvertement comme un membre de la Résistance.
Emmené à la prison Montluc à Lyon, puis à Drancy, près de Paris, le 11 mai 1944, sous le numéro 21530, il est déporté depuis la gare de Bobigny par le convoi no 73 ,,,,,, en date du 15 mai 1944, un des rares trains provenant de France comprenant uniquement des hommes, et avec pour destination finale non pas Auschwitz, mais Kaunas en Lituanie ou Reval (aujourd'hui appelé Tallinn) en Estonie.

### Mort
Le Dr Salomon Gluck est assassiné, comme la plupart des 878 hommes du convoi 73, le ou vers le 20 mai 1944,. Son nom est inscrit sur la tombe de son père à Haïfa, Israël, sur le Mur des Noms, au Mémorial de la Shoah, sur le site du Mémorial du martyr Juif inconnu, dans le Marais à Paris, et au cimetière israélite de Cronenbourg comme éternel souvenir,,,.